# 도란도 피에트리
도란도 피에트리(이탈리아어: Dorando Pietri, 1885년 10월 16일 ~ 1942년 2월 7일)는 이탈리아의 육상 선수였다. 런던에서 열린 1908년 하계 올림픽 마라톤에서 가장 먼저 결승점에 다가갔지만 바로 직전에 실격된 것으로 유명하다.
코레지오 주 프라치오네 만드리오에서 태어나서, 카프리 (에밀리아-로마냐 지역)에서 자랐다. 어린 시절에는 과자 가게에서 일했고, 키는 1.59m였다.
1906년 중간 올림픽 마라톤에 출전했으나 완주하지 못했었다. 1908년 런던 올림픽 마라톤에서는 남아프리카 연방의 찰스 헤퍼론이 크게 선두로 달리고 있었으나, 경기 막판에 피에트리가 그를 역전하고 경기장에 가장 먼저 다다랐다. 그러나 경주로를 반대 방향으로 돌기 시작했고, 경기장 내 직원들이 그를 바른 방향으로 이끌려고 했으나 그는 쓰러지고 말았다. 여러 차례 쓰러지는 사이에 미국의 조니 헤이스가 결승점을 먼저 통과했다. 피에트리는 직원들의 도움으로 결승선을 지났으나 외부의 도움을 받았기 때문에 실격 처리가 되었다.
하지만 그의 용기는 많은 사람들에게 영향을 끼쳐, 잉글랜드 여왕은 그에게 특별 골드 컵을 수여하고, 어빙 벌린은 그의 명예에 인기있는 노래를 작사하고, 세계에 마라톤 열광을 일으켰고 올림픽에 대한 흥미를 더해주었다.
여생을 산레모에서 살다가 56세 때 심장 마비로 사망했다.

## 같이 보기
- 마라톤 세계 기록 추이